# Santo Espírito em Sassia (diaconia)
Santo Espírito em Sassia (em latim, S. Spiritus in Saxia) é uma diaconia instituída em 28 de junho de 1991 pelo Papa João Paulo II. Sua igreja titular é Santo Spirito in Sassia.

## Titulares protetores
- Fiorenzo Angelini (1991-2002); título pro hac vice (2002-2014)
- Dominique Mamberti (desde 2015)